# Hofstade (Brabant flamand)
Pour les articles homonymes, voir Hofstade.
Hofstade est une section de la commune belge de Zemst située en Région flamande dans la province du Brabant flamand. C'était une commune à part entière avant la fusion des communes de 1977.
La plus grande attraction touristique de Hofstade est un parc destiné au sport et à la récréation : le domaine de Hofstade. Il s'agit d'un lac artificiel agrémenté d'une plage de sable où un public nombreux se retrouve en été, quand le temps le permet.

## Démographie

### Évolution démographique
- Sources : INS, Rem. : 1880 jusqu'en 1970 = recensements, 1976 = nombre d'habitants au 31 décembre[2].
- 1880: érigé en commune à part entière en 1870, scission de Muizen.

## Histoire
Le 25 août 1914, l'armée impériale allemande exécute 10 civils, lors des atrocités allemandes commises au début de l'invasion.L'unité mise en cause est le 48e RI -Régiment d'Infanterie-.

## Monuments
- Château d'Ambroos
- Château Nieuwenhuizen
- Domaine provincial de Hofstade
- Hoeve Gasthuishof
- Sportimonium (nl)